# Sebkha de Tindouf
A Sebkha de Tindouf é um lago salgado (sebkha) situado no oeste da Argélia. O lago recebeu esse nome graças à cidade de Tindouf. O lago é um dos maiores da Argélia e fica próximo da fronteira com Marrocos e da fronteira com a Mauritânia. Fica entre montanhas que abrangem o sul de Marrocos e o oeste da Argélia.